# Republike
 (mai 2025).
Si vous disposez d'ouvrages ou d'articles de référence ou si vous connaissez des sites web de qualité traitant du thème abordé ici, merci de compléter l'article en donnant les références utiles à sa vérifiabilité et en les liant à la section « Notes et références ».
Republike est un site de réseau social français basé sur la modération par ses propres utilisateurs.

## Concept
Ce site a pour concept, selon le journal quotidien 20 Minutes, d’engager les communautés, notamment en les associant au succès de l’entreprise ou d’un projet, en se présentant comme à l'opposé du modèle de X (anciennement Twitter), mais aussi de faire contrôler les algorithmes de recommandation sur le mode du choix de chaque utilisateur de s'informer sur tel et tel sujet, pour lui éviter de tomber dans un comportement moutonnier ou dans une bulle informationnelle.

## Fonctionnement
Les "like", appelés parfois "vote", pour les post des utilisateurs, sont invisibles par les non-votants et irréversibles. Celui qui lit un post ne peut savoir combien de personnes aiment, ou n’aiment pas, qu’après avoir donné sont avis.

## Modèle économique
Utiliser le site coûte un abonnement du prix d'un café par mois, sans algorithme. Les modérateurs, tirés au sort, sont modestement rémunérés en jetons.

## Modération
Le site a fait le choix de modérer sous l’angle de l’intention et du contexte émotionnel, en vue de privilégier la qualité des échanges et la diversité des opinions.
Son modèle de modération fonctionne en P2P (de pair à pair) et repose sur sept utilisateurs pris au hasard, au sein desquels les décisions sont prises à la majorité, et qui sont rémunérés en jetons.